# Gehaltsband
Das Gehaltsband ist ein Vergütungssystem, in das bezüglich ihrer Merkmale (Beschäftigungsbereich, Entscheidungskompetenz, Führungsniveau o.a.) gleichartige Positionen integriert sind. In die Berücksichtigungen der Entgelte kann ausschließlich das Grundgehalt einbezogen werden. In der Praxis werden aber oft variable Vergütungsanteile (Boni, Leistungslohn) oder Benefits hinzugerechnet, um eine Gesamtvergütung darzustellen. „In einem Gehaltsband sind alle Stellen zusammengefasst, die in Fach- und Methodenkompetenz sowie Managementverantwortung eine gleiche Wertigkeit haben.“ Mit Hilfe des variablen Bestandteils des Gehaltes und jährlichen Zielvereinbarungen kann ein Unternehmen das Gehalt seiner Mitarbeiter an die Erreichung von Unternehmens-, Team- und Mitarbeiterzielen koppeln.
Die Struktur eines Gehaltsbands geht meist von einem Mittelwert (Midpoint) aus, von dem eine Unter- und eine Obergrenze berechnet wird.
Der Zweck des Gehaltsbandes ist es, einerseits dem Arbeitnehmer seinen Grundlohn verbindlich zu gewähren und andererseits dem Arbeitgeber einseitig die Möglichkeit zu geben, leistungsorientiert Zusatzvergütungen festzulegen.
Gehaltsbänder werden auch in verschiedenen Gehaltsstudien verwendet.
So entsteht fast automatisch eine Beteiligung der Mitarbeiter an Unternehmenserfolgen und Misserfolgen. Das Gehaltsband dient dem Arbeitnehmer zur Orientierung, welchen Wert er im Unternehmen hat und wo die Obergrenze seiner möglichen Entlohnung liegt. Dem Arbeitgeber oder Unternehmen kann das Gehaltsband dazu dienen, einen Bezugsrahmen zu setzen, in dem alle Stellen miteinander in Beziehung stehen. Um diesen Bezugsrahmen zu setzen, verwandte man früher die Summarische Stellenbewertung, heute meist die Analytische Stellenbewertung.
Ein Mitbestimmungsrecht des Betriebsrats bei der Gestaltung von Gehaltsbänder ist grundsätzlich nicht gegeben, sofern ein Tarifvertrag keine Öffnungsklausel zur Regelung der Vergütung in Gehaltsbändern beinhaltet.